# Misty Uphamová
Misty Anne Uphamová (Upham; 6. července 1982 Kalispell Montana – 5. října 2014 Auburn Washington) byla herečka ze Spojených států amerických. Pravděpodobně nejznámější byla její role ve filmu Zamrzlá řeka z roku 2008, ve kterém hrála mohawskou převaděčku lidí Lily. Za tuto roli byla Uphamová, která byla sama indiánského původu (z kmene Černonožců), nominována na cenu Spirit Award v kategorii vedlejší ženské role. Dalšími známými filmy, ve kterých hrála vedlejší roli, byly například Nespoutaný Django režiséra Quentina Tarantina a Blízko od sebe režiséra Johna Wellse.
V říjnu 2014 byla nalezena mrtvá deset dnů poté, kdy si vyšla z bytu své sestry v Auburnu na procházku.